# Дамм, Родригу
Родригу Дамм (порт.-браз. Rodrigo Damm; 3 февраля 1980, Афонсу-Клаудиу) — бразильский боец смешанного стиля, представитель лёгкой и полулёгкой весовых категорий. Выступал на профессиональном уровне в период 2004—2015 годов, известен по участию в турнирах таких бойцовских организаций как UFC, WVR, Strikeforce, Jungle Fight, участник бойцовского реалити-шоу The Ultimate Fighter.

## Биография
Родригу Дамм родился 3 февраля 1980 года в муниципалитете Афонсу-Клаудиу штата Эспириту-Санту. В возрасте шестнадцати лет начал серьёзно заниматься бразильским джиу-джитсу и борьбой, в обеих этих дисциплинах неоднократно становился чемпионом страны в своей весовой категории.
Дебютировал в смешанных единоборствах на профессиональном уровне в октябре 2004 года, но свой первый бой проиграл раздельным решением судей. В дальнейшем, тем не менее, выступал довольно успешно, одержал семь побед подряд, при этом помимо Бразилии дрался также в Южной Корее, Японии, России, Канаде.
В 2008 году выступал на турнирах японского промоушена World Victory Road, победил здесь техническим нокаутом Хорхе Масвидаля, но проиграл удушающим приёмом сзади Эйдзи Мицуоке. Затем начал сотрудничать с крупной американской организацией Strikeforce, был здесь претендентом на титул временного чемпиона в лёгком весе, но не смог победить другого претендента Гилберта Мелендеса, оказавшись во втором раунде в нокауте. Одержал одну победу на родине в местном промоушене Jungle Fight, после чего последовали два поражения, сначала от Максимо Бланко в Японии, затем от Джастина Уилкокса в США.
Имея в послужном списке девять побед и пять поражений, в 2012 году Дамм стал участником бразильского сезона популярного бойцовского реалити-шоу The Ultimate Fighter. На предварительном отборочном этапе заставил сдаться Фабрисиу Геррейру и был выбран четвёртым в команду Витора Белфорта. В четвертьфинале раздельным решением взял верх над Джоном Тейшейрой.
По итогам TUF подписал контракт с крупнейшей бойцовской организацией мира Ultimate Fighting Championship и дебютировал здесь с победы над своим соперником по реалити-шоу Аниставиу Медейрусом, получив бонус за лучший приём вечера. В следующем поединке, однако, потерпел поражение раздельным решением от представителя Канады Антониу Карвалью.
В 2013 году провёл в UFC всего лишь один бой, по итогам трёх раундов выиграл раздельным судейским решением у японца Мидзуто Хироты. 2014 год начал с победы на соотечественником Иваном Жоржи, но затем последовала череда из трёх поражений, в том числе поражение единогласным решением от россиянина Рашида Магомедова. Последний раз дрался в октагоне UFC в январе 2015 года — проиграл судейским решением американцу Эвану Данэму и вскоре был уволен из организации. В связи прекращением контракта с UFC объявил о завершении карьеры профессионального спортсмена.

## Статистика в профессиональном ММА
| Боёв 21  | Побед 12 | Поражений 9 |
| -------- | -------- | ----------- |
| Нокаутом | 2        | 4           |
| Сдачей   | 6        | 1           |
| Решением | 4        | 4           |

| Результат | Рекорд | Соперник           | Способ                       | Турнир                                                       | Дата            | Раунд | Время | Место                    | Примечание                                                  |
| --------- | ------ | ------------------ | ---------------------------- | ------------------------------------------------------------ | --------------- | ----- | ----- | ------------------------ | ----------------------------------------------------------- |
| Поражение | 12–9   | Эван Данэм         | Единогласное решение         | UFC 182                                                      | 3 января 2015   | 3     | 5:00  | Лас-Вегас, США           |                                                             |
| Поражение | 12–8   | Эл Яквинта         | TKO (руки и локти)           | UFC Fight Night: Jacare vs. Mousasi                          | 5 сентября 2014 | 3     | 2:26  | Машантакет, США          |                                                             |
| Поражение | 12–7   | Рашид Магомедов    | Единогласное решение         | The Ultimate Fighter Brazil 3 Finale: Miocic vs. Maldonado   | 31 мая 2014     | 3     | 5:00  | Сан-Паулу, Бразилия      |                                                             |
| Победа    | 12–6   | Иван Жоржи         | Единогласное решение         | UFC Fight Night: Machida vs. Mousasi                         | 15 февраля 2014 | 3     | 5:00  | Жарагуа-ду-Сул, Бразилия | Вернулся в лёгкий вес.                                      |
| Победа    | 11–6   | Мидзуто Хирота     | Раздельное решение           | UFC on Fuel TV: Nogueira vs. Werdum                          | 8 июня 2013     | 3     | 5:00  | Форталеза, Бразилия      |                                                             |
| Поражение | 10–6   | Антониу Карвалью   | Раздельное решение           | UFC 154                                                      | 17 ноября 2012  | 3     | 5:00  | Монреаль, Канада         |                                                             |
| Победа    | 10–5   | Аниставиу Медейрус | Сдача (удушение сзади)       | UFC 147                                                      | 23 июня 2012    | 1     | 2:12  | Белу-Оризонти, Бразилия  | Дебют в полулёгком весе. Лучший приём вечера.               |
| Поражение | 9–5    | Джастин Уилкокс    | TKO (остановлен секундантом) | Strikeforce Challengers: Wilcox vs. Damm                     | 1 апреля 2011   | 1     | 5:00  | Стоктон, США             |                                                             |
| Поражение | 9–4    | Максимо Бланко     | TKO (удары руками)           | World Victory Road Presents: Sengoku Raiden Championships 13 | 20 июня 2010    | 2     | 0:45  | Токио, Япония            |                                                             |
| Победа    | 9–3    | Иван Иберико       | Единогласное решение         | Jungle Fight 17: Vila Velha                                  | 27 февраля 2010 | 3     | 5:00  | Вила-Велья, Бразилия     |                                                             |
| Поражение | 8–3    | Гилберт Мелендес   | KO (удары руками)            | Strikeforce: Shamrock vs. Diaz                               | 11 апреля 2009  | 2     | 2:02  | Сан-Хосе, США            | Бой за титул временного чемпиона Strikeforce в лёгком весе. |
| Поражение | 8–2    | Эйдзи Мицуока      | Сдача (удушение сзади)       | World Victory Road Presents: Sengoku 4                       | 24 августа 2008 | 1     | 3:13  | Сайтама, Япония          |                                                             |
| Победа    | 8–1    | Хорхе Масвидаль    | TKO (удар рукой)             | World Victory Road Presents: Sengoku 3                       | 8 июня 2008     | 2     | 4:38  | Сайтама, Япония          |                                                             |
| Победа    | 7–1    | Жоил ди Оливейра   | Решение судей                | Universidade Fight Show 1                                    | 7 октября 2007  | 3     | 5:00  | Эспириту-Санту, Бразилия |                                                             |
| Победа    | 6–1    | Райан Боу          | KO (удары руками)            | BodogFIGHT: Vancouver                                        | 24 августа 2007 | 2     | 1:03  | Ванкувер, Канада         |                                                             |
| Победа    | 5–1    | Сантино Дефранко   | Сдача (удушение сзади)       | BodogFIGHT Series II: Clash of the Nations                   | 14 апреля 2007  | 2     | 1:58  | Санкт-Петербург, Россия  |                                                             |
| Победа    | 4–1    | Култар Гилл        | Сдача (удушение сзади)       | BodogFIGHT: Clash of the Nations I                           | 16 декабря 2006 | 2     | 2:11  | Санкт-Петербург, Россия  |                                                             |
| Победа    | 3–1    | Наоки Секи         | Сдача (рычаг локтя)          | MARS 4: New Deal                                             | 26 августа 2006 | 1     | 1:48  | Токио, Япония            |                                                             |
| Победа    | 2–1    | Фан Джу До         | Сдача (удушение сзади)       | MARS Attack 1                                                | 21 июля 2006    | 1     | 3:56  | Сеул, Южная Корея        |                                                             |
| Победа    | 1–1    | Лусиану Силва      | Сдача (удушение сзади)       | Night of Fight 1                                             | 23 июля 2005    | 1     | 1:26  | Вила-Велья, Бразилия     |                                                             |
| Поражение | 0–1    | Лусиану Азеведу    | Раздельное решение           | Shooto Brazil: Never Shake                                   | 23 октября 2004 | 2     | 5:00  | Сан-Паулу, Бразилия      |                                                             |